# Sotika Koumane
Sotika Koumane hay Sotika Kuman (mất năm 1771) vương hiệu đầy đủ là Samdach Brhat Chao Devabangsa Jathika Kumara Raja Sri Sadhana Kanayudha [Thieu-phong Sotika Koumane] là vị vua của Vương quốc Luang Phrabang trị vì từ năm 1749 đến năm 1768 